# Filmový horor

Ikona hororového filmu

Horor je filmový žánr, jehož hlavním účelem je vyvolat v divákovi strach nebo znechucení. Činí tak pomocí prvků známých z hororových knih či lidových vyprávění; mezi nejznámější hororové postavy patří duchové, upíři, vlkodlaci, démoni, čarodějnice, zombies, ale také monstra z vesmíru či lidští antihrdinové jako sérioví vrazi, psychopati nebo kanibalové. Žánr hororu se může prolínat s fantasy, sci-fi či thrillerem.

## Počátky hororového filmu
Podobně jako u sci-fi je za autora prvního filmu tohoto žánru považován francouzský režisér Georges Méliès se svým Le Manoir du diable. V něm pomocí důmyslných speciálních efektů představuje zámek, ve kterém ukazuje různá monstra, která se později stanou součástí každého podobného filmu – jako ďábel či upír. Se sci-fi sdílí tento žánr i další filmy, typicky inspirované literárními klasikami jako je Frankenstein (první verze 1910) či Doktor Jekyll a pan Hyde (první verze 1908).
Rozmach strašidelných filmů nastal po skončení první světové války v Německu. Umělecká vlna nazvaná německý expresionismus přinesla do filmu působivé kulisy, speciální nasvícení, dramatické masky a především výrazné reakce herců. Díky filmům jako Student z Prahy, trilogie Golem či Kabinet doktora Caligariho byli diváci poprvé vtaženi do působivého prožitku, a tyto znaky pronikly brzy k filmařům do celého světa. Za vrchol této vlny je považován Upír Nosferatu, nepřiznaná adaptace slavného upírského románu Dracula.

## Klasická hororová monstra
Německou expresionistickou vlnou se nechal ovlivnit i Hollywood, který ve 30. letech vstoupil do zlatého období své existence. Přetáhl z Německa část tvůrců či okopíroval většinu motivů a stvořil typ filmů, který dostal poprvé i oficiální pojmenování – horor. Za popularitu těchto snímků může vděčit Hollywood i rychlému nástupu zvukových filmů, které diváckému prožitku přidaly větší zážitek.
Studio Universal během 30. let dalo vzniknout populárním adaptacím filmových klasik a díky průvodním znakům ve kterém se strach ze smrti prolíná s romantickou zápletkou vzniká subžánr tzv. gotického hororu. Nejslavnějšími díly této doby jsou Frankenstein (1931), Dracula (1931), Mumie (1932), Neviditelný muž (1933) a později také Vlkodlak (1941) nebo Netvor z Černé laguny (1954). Popularita těchto filmů byla reakcí na Velkou hospodářskou krizi.

## Poválečný horor
Během čtyřicátých let byl film kvůli druhé světové válce svět nakloněn radostnějším snímkům a horor po vrcholu ve třicátých letech postupně upadal v okrajový žánr. Klasická monstra vystřídala v padesátých letech jiná témata, největší strach v poválečné době vyvolal v USA strach ze studené války. V této době se horor opět prolíná se sci-fi – zatímco Hollywood produkoval filmy o invazi mimozemšťanů jako Válka světů (1953) nebo Invaze lupičů těl (1957), v Japonsku tato zkáza měla původ ve zmutovaném monstru nazvaném Godzilla (1954).
Přesto klasická monstra neupadla v zapomnění, a to především díky britskému studiu Hammer. To se ujalo adaptací populárních děl jako je Frankenstein (1957) a Dracula (1958). Protože se jednalo o laciné filmy mimo hlavní pozornost studií, mohli si tvůrci dovolit mnohem krvavější efekty a větší porci brutality – vzniká tzv. gore horor. V hlavní roli Draculy se poprvé objevil britský herec Christoper Lee a jeho vzhled upírského knížete s ostrými zuby a dlouhým kabátem se stává ikonickým pro mnoho dalších generací.

## Psychologický horor
Během šedesátých let vstupuje do žánru hned několik nových typu hrůz. Psychologický horor Rosemary má dětátko (1968) ukazuje obavu těhotné ženy, že její nenarozený syn bude možná sám ďábel. Satanskou tematiku v následujících letech umocnily filmy, které lámaly rekordy návštěvnosti – Vymítač ďábla (1973) či Přichází Satan! (1976). Zatímco dosud horory pracovaly především s viditelnou hrůzou a nebály se monstra ukazovat od začátku do konce, u těchto filmů vychází strach z něčeho, co není vidět, je spíše tušené a objevuje se pouze na pár vteřin.
Některé horory dokonce nepotřebovaly téměř žádné nadpřirozené motivy či brutální scény, vystačily si pouze s napětím o tom, kam se příběh bude vyvíjet a jaké hrůzy může člověk prožívat. Ve filmu Teď se nedívej (1973) prožíváme spolu s hlavními hrdiny muka po smrti jejich jediné smrti. Osvícení (1980) popisuje postupný propad spisovatele do šílenství v obrovském hotelu.
Stejný rok jako Rosemary má děťátko přichází do kin film Noc oživlých mrvol, ve kterém se představuje nový typ monstra, které zatím nemělo svůj původ v literatuře či lidovém vyprávění. Jsou to zombies – klinicky mrtví, ale vlivem chemické látky oživení lidé, kteří prahnou po lidském masu. V tomto případě jsou zombies chápani jako alegorie na vývoj civilizace v konzumní masu. Režisér filmu George A. Romero se pokusil na úspěch filmu několikrát navázat (Den mrtvých), ale nebyl příliš úspěšný. Své renesance se žánr zombie filmů dočkal až v posledních letech díků filmům jako Úsvit mrtvých (2004), 28 dní poté (2002) nebo seriálu Živí mrtví (2010).

## Vznik slasheru
Na pomezí thrilleru a hororu vznikl tehdy ještě jeden typ žánru. Jeho vznik se sice datuje na začátek 60. let, ale do středu pozornosti se dostal až o dvacet let později. Strach z vývoje civilizace vystřídal úplný jiný typ strachu – z konkrétního, psychicky narušeného jedince. Britský film Peeping Tom (1960) poprvé ukázal řádění brutálního sériového vraha, který si své oběti natáčí těsně před smrtí. Mnohem slavnější řádění psychopata ale předvedl Alfred Hitchcock ve filmu Psycho (1960) – především díky světoznámé scéně vraždy ve sprše. I když se oba dva filmy dočkaly velké popularity, největší rozkvět nového hororového subžánru slasheru nastal až v dalším desetiletí, kdy se fikce prolnula do skutečnosti.
Po dojmem brutálního řádění vraha Eda Geina, Charlese Mansona a dalších na konci 60. letech vznikají různé filmové slashery – ať už je to brutální gang v Posledním domu nalevo (1972) nebo rodina kanibalů v Texaském masakru motorovou pilou (1974). Nejslavnějšími antihrdiny, kteří se stanou díky svému řádění mnohem populárnější než jejich lidské oběti jsou Michael Myers (Halloween), Jason Vorhees (Pátek třináctého), Freddy Krueger (Noční můra v Elm Street), Ghostface (Vřískot). Každý z nich nastartoval vlastní hororovou sérii, která už neměla vyvolávat jen zhnuseni či strach z jejich řádění, naopak především mladí diváci si užívali jejich krvavé řádění a fandili jim.

## Když útočí (nejen) zvířata
Alfred Hitchcock se do dějin hororu zapsal ještě jednou, a to díky svému filmu Ptáci (1963), ve kterém se lidstvo musí potýkat se vzpourou všech okřídlených tvorů po celé Zemi. Opět se na rozvoj žánru muselo počkat dalších 10 let, a to přesně do roku 1975, kdy Steven Spielberg uvedl svůj film Čelisti. Horor o vraždícím bílém žralokovi se stal jedním z prvních hollywoodských blockbusterů a inspiroval mnohé další podobné útoky (Orca, Aligátor, Anakonda, Cujo). Do dnešního dne je žralok jedním z oblíbených hororových monster a pravidelně vznikají nové filmy v různých podobách (Otevřené moře, Mělčiny, The Meg).
S opětovným nástupem sci-fi na konci 70. let se hororový žánr opět promíchal a vznikla samostatná řada sci-fi hororů, kde klasické monstrum či vyšinuté zvíře nahrazuje mimozemský zabiják. Za zakladatele tohoto žánru je považován Vetřelec (1979), mezi další slavná mimozemská monstra počítáme i Věc (1982) nebo Predátor (1987).

## Horor ve všech podobách
Během 70. a 80. let se horor dočkal mohutného rozmachu a stvořil hned několik nových subžánrů. Kromě slasherů, psychologických hororů či filmů o útoku zvířat a mimozemšťanů se do popředí dostaly také filmy, kde je největším nebezpečím tajemné nadpřirozeno. To, co začíná jako něco, co je možné popsat vědou, se brzy stává nekontrolovanou hrůzou. Šikanovaná dívka se pomocí telepatie mstí na svých spolužácích (Carrie). Dům postavený na bývalém indiánském pohřebišti děsí své obyvatele (Poltergeist). Vrah přenese svojí duši do malé panenky a řádí dál (Dětská hra). Mrtví psi či kočky ožívají a mstí se (Řbitov zvířatek). Carrie, Hřbitov domácích zvířatek, Cujo či Osvícení vznikly podle knížek Stephena Kinga, nekorunovaného krále knižního hororu.
S nástupem videokazet během 80. let je možné kromě velkorozpočtových filmů vidět i levné horory určené přímo pro televizní obrazovky. I když většina z nich měla špatné hodnocení od kritiků, některé z nich se dočkaly díky svému stylu postupně diváckým kultem. Takové byly nápadité a krvavé horory jako Smrtelné zlo (někdy též Lesní duch) o souboji s démonem v opuštěné chatě nebo Bad Taste o lidožravých kanibalech, kteří napadnou Zemi. Tyto filmy mají na svědomí režiséři, kteří se později stali velmi úspěšnými v Hollywoodu – Sam Raimi a Peter Jackson. Speciální odrůdou hororu jsou italské krváky od režisérů jako Dario Argento (Suspiria). Tyto krvavé horory, z nichž nejslavnější je kontroverzní film Kanibalové (1980), mají svoji nálepku – splattery. Na přelomu tisíciletí také na chvíli pronikly do širšího povědomí díky sériím jako Saw: Hra o přežití (2005) nebo Hostel (2005), které ještě násilí umocnily a udělaly z nich speciální záluby, díky které se těmto filmům začalo říkat torture porn.
Horor se také poprvé propojuje se žánrem, který je jeho protipólem – komedie. Hororové komedie jsou buď přímo parodií na žánr jako takový (Mladý Frankenstein od Mela Brookse) a nebo umně mixují horor s černým humorem (Gremlins, Critters). Vrcholem této zábavy je hororová komedie Krotitelé duchů (1984).

## Moderní horor since the 1960s
Na počátku 90. let se horor dočkal poprvé uznání i na prestižním udílení filmových cen Oscar. Kriminální horor Mlčení jehňátek (1991) zaznamenal mimořádný úspěch, když získal ceny hned v pěti hlavních oscarových kategoriích – nejlepší film, herec, herečka, scénář a režie. Především ztvárnění sériového vraha Hannibala "Kanibala" Lectera v podání Anthony Hopkinse je považováno za ikonické. O rok dříve získala Oscara za vedlejší roli také Kathy Bates za film Misery nechce zemřít (1990).
Po svém vrcholu začal horor v průběhu 90. letech mizet z nejvyšších příček popularity. Témata hororů jako byly slashery, útoky zvířat či souboje s mimozemšťany se opotřebovaly a pouze pár filmů za celou dekádu stojí za připomenutí. Zatímco fanoušky hororů byl nejvíc uctíván Vřískot (1996), který žánru slasherů vystavil parodii i poctu zároveň, nejúspěšnějším hororech dle tržeb v kině se stal (a dodnes jím je) film Šestý smysl (1999), ve kterém M. Night Shyamalan umně zpracoval tematiku duchů a doprovodil ji šokujícím koncem.
Zajímavé horory během 90. let vznikaly v Japonsku. I když se většinou odehrávaly ve městech vybavené moderní technikou, přesto nabídly působivé využití starých legend o strašidelných domech nebo sériových vrazích. Takové byly filmy jako Nenávist nebo Kruh. Do většího povědomí se tyto filmy paradoxně dostaly až když vznikly jejich hollywoodské remaky (Kruh v roce 2002 a Nenávist v roce 2004).
Záhada Blair Witch (1999) stvořila na přelomu tisíciletí malou vlnu hororů tzv. found footage, tedy tvářících se jako opravdový materiál, který zachytil skutečnou vraždu či hrůzu a byl později "náhodou" objeven. Tento populární styl úspěšně využily filmy jako REC, Paranormal Activity, Quarantine a nebo Cloverfield.
Úspěch těchto filmů, které vznikaly s minimálními náklady, ale měly obrovský úspěch, inspirovaly producenty k natáčení dalších hororů v podobném stylu. Zápletka je obvykle velmi jednoduchá – strašidelný dům, minimum efektů, neznámé obsazení a "lekačky", tedy šokující a strašidelné záběry ukazující hrůzu pouze na zlomek vteřiny. Aktuální jedničkou v tomto směru je producent Jason Blum, který stojí za nejúspěšnějšími horory posledních let – V zajetí démonů, Insidious či Annabelle. Má na svědomí také kritický ceněný sociální horor Uteč (2017).

## Český horor
Česky a československý horor částečně kopíroval vlny ve světové kinematografii. Za nejlepší český horor bývá považováno psychologické drama Spalovač mrtvol (1969), odpovědi na kombinaci hrůz spojených s vědou a technikou byl v 80. letech Upír z Feratu, monstrum z lidových vyprávění zase ožilo v pohádkovém hororu Panna a netvor. Všechny tyto filmy natočil nekorunovaný král českého hororu, režisér Juraj Herz. Mezi další zajímavé české horory lze považovat řádění mimozemšťanů během studentské akce v horách, které umně zpracovala Věra Chytilová ve filmu Vlčí bouda, poctu slasherům, zombie a splatterům natočil Marek Dobeš v Choking Hazard a na vlně found footage se svezl před několika lety i Petr Jákl se svým filmem Ghoul. Unikátní hororový zážitek jsou filmy od režiséra Jana Švankmajera – Otesánek nebo Šílení.